# بان (کارولینای شمالی)
بان (به انگلیسی: Bunn) شهری در ایالت کارولینای شمالی کشور ایالات متحده آمریکا است که جمعیت آن در سرشماری سال ۲۰۱۰ میلادی، ۳۴۴ نفر بوده‌است.